# Sofosbuvir
Sofosbuvir és un fàrmac antiviral d'acció directa indicat pel tractament de l'hepatitis C (VHC) crònica de genotips 1, 2, 3 i 4 en el pacient adult. No està indicat en monoteràpia sinó que s'ha d'utilitzar en combinació amb altres antivirals com la ribavirina o l'associació de ribavirina i peginterferó alfa. Va ser descobert per Pharmasset i desenvolupat per Gilead Sciences. El gener de 2014 es va aprovar a Europa i des del novembre del mateix any està disponible a Espanya.

## Característiques
El seu mecanisme farmacològic es basa en la inhibició pangenotípica de la polimerasa ARN-depenent de l'ARN NS5B del VHC, que és essencial per la replicació viral. Sofosbuvir és un profàrmac nucleotídic que experimenta un metabolisme intracel·lular del que resulta la molècula de trifosfat, un anàleg de la uridina que és el que presenta l'activitat farmacològica (GS-461203). Sofosbuvir és substrat del transportador de fàrmacs glicoproteïna P, per tant els fàrmacs que siguin inductors potents d'aquesta glicoproteïna reduiran les concentracions plasmàtiques de sofosbuvir i conseqüentment també el seu efecte terapèutic.
Sofosbuvir s'ha estudiat principalment en combinació amb ribavirina, amb peginterferó alfa o sense. En aquest context no s'han identificat reaccions adverses específiques per sofosbuvir. Les reaccions adverses més freqüents en els subjectes que van rebre sofosbuvir i ribavirina o sofosbuvir, ribavirina i peginterferó alfa van ser fatiga, cefalees, nàusees i insomni.
El comitè de medicaments i productes d'ús humà (CHMP) de l'Agència Europea del Medicament (EMA), considera que afegir sofosbuvir al tractament estàndard del pacient amb hepatitis C crònica aporta un important benefici i permet eliminar la infecció sense necessitat de prendre peginterferó alfa 2a o prenent-lo a dosis baixes. Per això i perquè els beneficis de sofosbuvir són superiors als riscs que implica el seu ús, recomana la seva aprovació dins la Unió Europea.
La marca comercial és Sovaldi® i es presenta en forma de comprimits de 400mg de principi actiu cada un. La dosis recomanada és d'un comprimit administrat per via oral un cop al dia. S'ha d'empassar el comprimit sencer i s'ha de prendre acompanyat per aliments, ja que aquests afavoreixen la seva absorció. No és necessari realitzar un ajust de la dosi en pacients d'edat avançada ni en pacients amb insuficiència renal lleu o moderada.